# Клонтарф
Клонтарф (англ. Clontarf; ирл. Cluain Tarbh) — городской район Дублина в Ирландии, находится в административном графстве Дублин (провинция Ленстер). Наиболее известен тем, что в 1014 году дал имя Битве при Клонтарфе, в которой Бриан Бору победил викингов. Эта битва положила конец ирландско-норманнской войне.